# بانی و کلاید

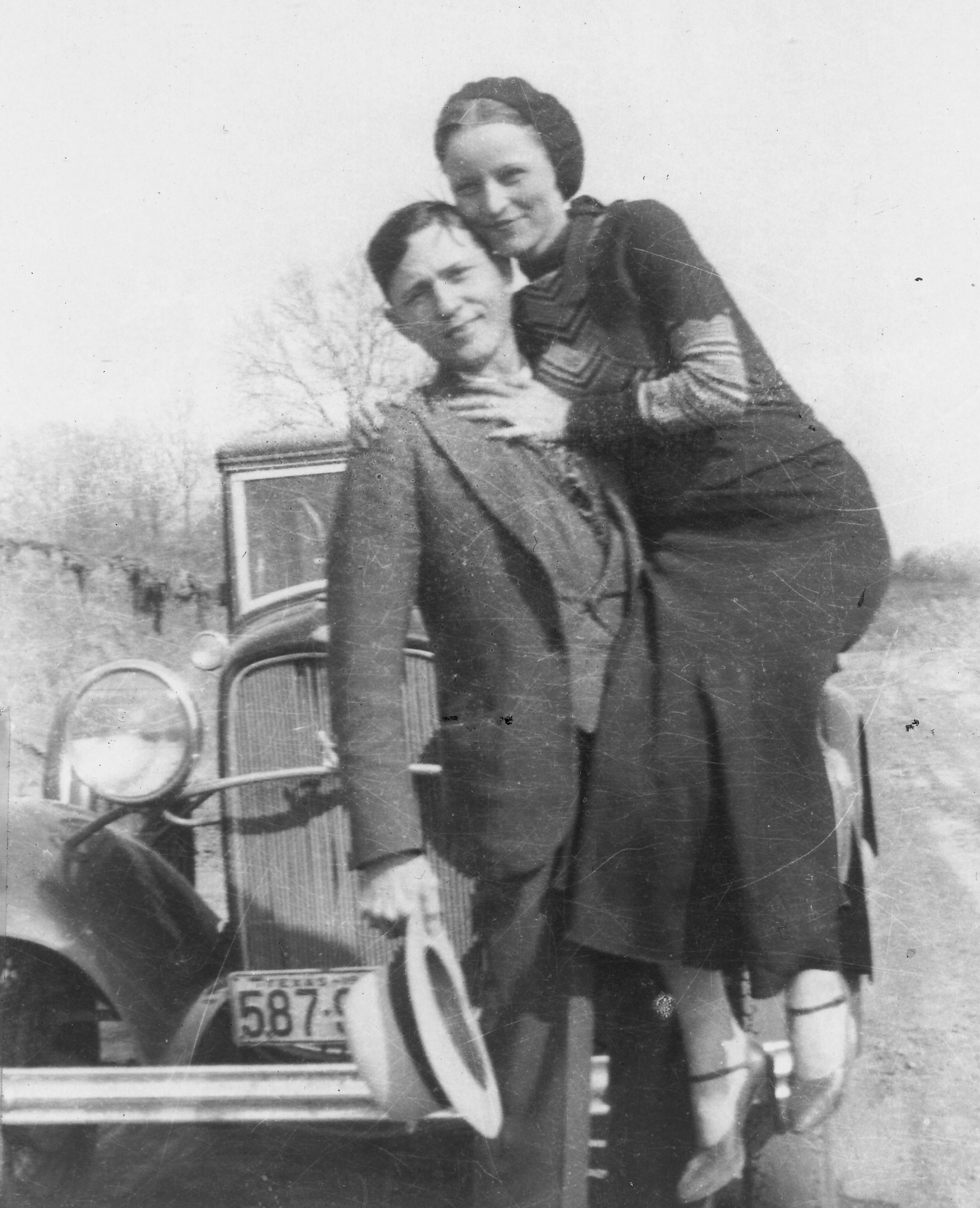
بانی و کلاید حدود سال‌های ۱۹۳۲-۱۹۳۴ جلوی یک اتومبیل فورد وی-۸ مدل ۱۹۳۲

بانی الیزابت پارکر (به انگلیسی: Bonnie Elizabeth Parker) (۱ اکتبر ۱۹۱۰ - ۲۳ مه ۱۹۳۴) و کلاید چستنات بارو (به انگلیسی: Clyde Chestnut Barrow) (۲۴ مارس ۱۹۰۹ - ۲۳ مه ۱۹۳۴) زوج سارق و قانون‌شکن آمریکایی بودند که به سبب درگیری‌های متعددشان با پلیس و همچنین انعکاس شورانگیز ماجراجویی‌های آنها در روزنامه‌ها به بدنامی مشهور شده بودند.
بارو پیش از آنکه پارکر را در ژانویهٔ ۱۹۳۰ ملاقات کند، یک مجرم سابقه‌دار بود. این دو یک تیم سرقت و تبهکاری را با همدیگر تشکیل دادند که تا ۲۱ ماه فعالیت آن ادامه داشت و اغلب به همراه اشخاص دیگری از جمله برادر بارو و همسر او، به سرقت پمپ بنزین‌ها، رستوران‌ها و بانک‌های روستاهای کوچک در تگزاس، اوکلاهما، نیومکزیکو و میزوری می‌پرداختند.
اف بی آی موفق شد تا دو اتومبیل به‌سرقت‌رفته توسط آنان را ردیابی کند و در سال ۱۹۳۳ درگیری‌های متعددی بین این زوج و پلیس ایجاد شد. در نوامبر همان سال، تلاش پلیس برای به دام افکندن آنان سودی نبخشید و هر دو از مهلکه گریختند. در ۱۹۳۴ در والدوی تگزاس، بانی و کلاید پنج زندانی را فراری دادند و دو پلیس را در گریپ‌واین تگزاس و همچنین یک رئیس پلیس را در میامی به قتل رساندند. در نتیجهٔ همکاری یکی از دوستانشان با پلیس، پلیس تگزاس و لوئیزیانا، این زوج را در اتوبانی واقع در گیبسلند ایالت لوئیزیانا، به دام افکنند و هر دو در تلاش برای گریختن از راه‌بندان پلیس، به ضرب گلوله کشته شدند.
دورانی که بانی و کلاید در آن به سرقت و راهزنی پرداختند، دوران رکود اقتصادی بزرگ محسوب می‌شد. بعدها به سال ۱۹۶۷ فیلمی بر اساس داستان زندگی آنان ساخته شد که با موفقیت بسیاری روبرو گشت. در سال ٢٠١٩ نیز، فیلم دیگری به نام مأموران بزرگراه (به انگلیسی: The Highwaymen) ساخته شد که روایتی از آغاز تعقیب و به دام انداختن بانی و کلاید توسط رنجرهای بازنشستهٔ تگزاس است.

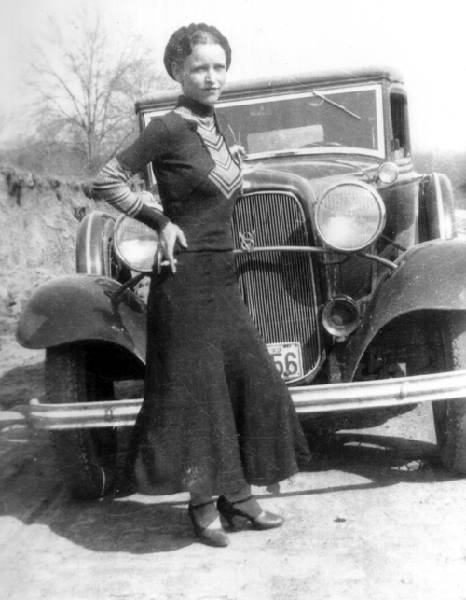
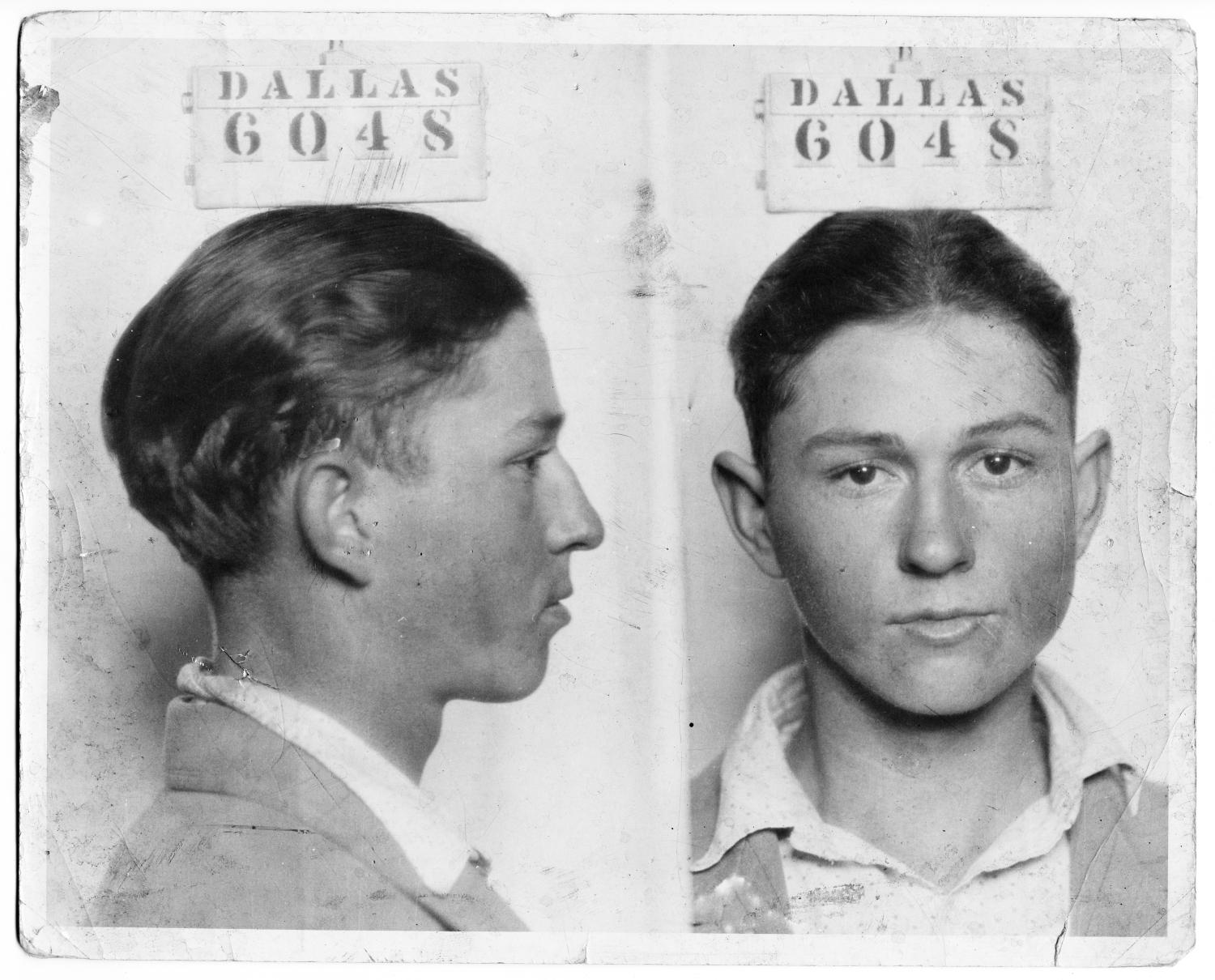